# Campeonato Mundial de Esqui Estilo Livre de 2017 - Moguls feminino
A prova do moguls feminino do Campeonato Mundial de Esqui Estilo Livre de 2017 foi disputada no dia 8 de março em Serra Nevada,na Espanha.  Participaram 34 esquiadoras de 15 nacionalidades.

## Medalhistas
| Ouro               | Prata                 | Bronze                        |
| Britteny Cox (AUS) | Perrine Laffont (FRA) | Justine Dufour-Lapointe (CAN) |

## Resultados

### Qualificação
34 esquiadoras participaram do processo qualificatório. As 18 melhores avançaram para a final.
| Pos. | Bib | Esquiadora               | Nacionalidade  | Corrida 1 | Corrida 2 | Notas |
| ---- | --- | ------------------------ | -------------- | --------- | --------- | ----- |
| 1    | 1   | Britteny Cox             | Austrália      | 80.23     |           | Q     |
| 2    | 3   | Justine Dufour-Lapointe  | Canadá         | 78.37     |           | Q     |
| 3    | 5   | Chloé Dufour-Lapointe    | Canadá         | 76.80     |           | Q     |
| 4    | 15  | Hedvig Wessel            | Noruega        | 76.34     |           | Q     |
| 5    | 2   | Perrine Laffont          | França         | 76.16     |           | Q     |
| 6    | 4   | Andi Naude               | Canadá         | 76.12     |           | Q     |
| 7    | 6   | Keaton McCargo           | Estados Unidos | 75.59     |           | Q     |
| 8    | 12  | Marika Pertakhiya        | Rússia         | 75.52     |           | Q     |
| 9    | 10  | Regina Rakhimova         | Rússia         | 75.09     |           | Q     |
| 10   | 18  | Yulia Galysheva          | Cazaquistão    | 71.73     | 76.81     | Q     |
| 11   | 8   | Audrey Robichaud         | Canadá         | 36.93     | 75.73     | Q     |
| 12   | 11  | Olivia Giaccio           | Estados Unidos | 69.08     | 75.42     | Q     |
| 13   | 28  | Lea Bouard               | Alemanha       | 74.94     | 73.39     | Q     |
| 14   | 22  | Jakara Anthony           | Austrália      | 40.34     | 74.63     | Q     |
| 15   | 26  | Seo Jung-hwa             | Coreia do Sul  | 69.84     | 74.25     | Q     |
| 16   | 21  | Deborah Scanzio          | Suíça          | 73.38     | 73.85     | Q     |
| 17   | 9   | Maxime Dufour-Lapointe   | Canadá         | 70.86     | 73.78     | Q     |
| 18   | 24  | Laura Grasemann          | Alemanha       | 73.40     | 69.29     | Q     |
| 19   | 17  | Morgan Schild            | Estados Unidos | 70.19     | DNF       |       |
| 20   | 23  | Madi Himbury             | Austrália      | 66.33     | 68.91     |       |
| 21   | 7   | Jaelin Kauf              | Estados Unidos | 67.27     | 68.58     |       |
| 22   | 30  | Seo Jee-won              | Coreia do Sul  | 42.31     | 63.23     |       |
| 23   | 35  | Makayla Gerken Schofield | Grã-Bretanha   | 55.18     | 61.92     |       |
| 24   | 34  | Ayaulum Amrenova         | Cazaquistão    | 61.19     | 56.50     |       |
| 25   | 31  | Melanie Meilinger        | Áustria        | 52.45     | 60.67     |       |
| 26   | 37  | Kristine Gullachsen      | Noruega        | 48.76     | 58.47     |       |
| 27   | 33  | Wang Jin                 | China          | 52.74     | 49.82     |       |
| 28   | 32  | Guan Ziyan               | China          | 34.88     | 26.42     |       |
| 29   | 38  | Tetiana Petrova          | Ucrânia        | 31.43     | 25.27     |       |
| 30   | 40  | Feng Yue                 | China          | 21.54     |           |       |
| 31   | 36  | Ma Zhuoni                | China          | 3.10      |           |       |
|      | 27  | Katharina Foerster       | Alemanha       | DNF       |           |       |
|      | 41  | Marina Terron            | Espanha        | DNF       |           |       |
|      | 36  | Leonie Gerken Schofield  | Grã-Bretanha   | DNS       |           |       |

### Final
As 18 esquiadoras disputaram no dia 8 de março a final da prova.
| Pos.              | Bib | Esquiadora              | Nacionalidade  | Corrida 1 | Corrida 2 |
| ----------------- | --- | ----------------------- | -------------- | --------- | --------- |
| Medalha de ouro   | 1   | Britteny Cox            | Austrália      | 82.82     | 83.63     |
| Medalha de prata  | 2   | Perrine Laffont         | França         | 82.64     | 82.51     |
| Medalha de bronze | 3   | Justine Dufour-Lapointe | Canadá         | 82.58     | 80.74     |
| 4                 | 12  | Marika Pertakhiya       | Rússia         | 81.94     | 77.54     |
| 5                 | 15  | Hedvig Wessel           | Noruega        | 79.08     | 77.45     |
| 6                 | 10  | Regina Rakhimova        | Rússia         | 78.12     | 75.77     |
| 7                 | 18  | Yulia Galysheva         | Cazaquistão    | 77.97     |           |
| 8                 | 21  | Deborah Scanzio         | Suíça          | 76.67     |           |
| 9                 | 5   | Chloé Dufour-Lapointe   | Canadá         | 76.37     |           |
| 10                | 6   | Keaton McCargo          | Estados Unidos | 75.86     |           |
| 11                | 24  | Laura Grasemann         | Alemanha       | 75.52     |           |
| 12                | 22  | Jakara Anthony          | Austrália      | 75.45     |           |
| 13                | 4   | Andi Naude              | Canadá         | 74.22     |           |
| 14                | 28  | Lea Bouard              | Alemanha       | 74.04     |           |
| 15                | 11  | Olivia Giaccio          | Estados Unidos | 73.43     |           |
| 16                | 9   | Maxime Dufour-Lapointe  | Canadá         | 73.06     |           |
| 17                | 26  | Seo Jung-hwa            | Coreia do Sul  | 45.43     |           |
|                   | 8   | Audrey Robichaud        | Canadá         | DNF       |           |

Legenda
| Recorde mundial       | Recorde mundial (World record)               |                       | Recorde africano                      | Recorde africano (African) |                                           | Q | Classificado por posição (Qualified) |
| Recorde do campeonato | Recorde do campeonato (Championship record)  | Recorde da América    | Recorde da América (Americas)         | q                          | Classificado por melhor tempo (Qualified) |   |                                      |
| Melhor marca do ano   | Melhor marca do ano (World leading)          | Recorde asiático      | Recorde asiático (Asian)              | DNS                        | Não largou (Did not start)                |   |                                      |
| Recorde nacional      | Recorde nacional (National record)           | Recorde europeu       | Recorde europeu (European)            | DNF                        | Não terminou (Did not finish)             |   |                                      |
| Recorde pessoal       | Recorde pessoal do atleta (Personal best)    | Recorde da Oceania    | Recorde da Oceania (Oceania)          | DSQ / DQ                   | Desclassificado (Disqualified)            |   |                                      |
| Recorde da temporada  | Recorde da temporada do atleta (Season best) | Recorde sul-americano | Recorde sul-americano (South America) | NM                         | Sem marca (No mark)                       |   |                                      |